# Tenis stołowy na Igrzyskach Śródziemnomorskich 2013
Tenis stołowy na Igrzyskach Śródziemnomorskich 2013 odbywało się w dniach 25–29 czerwca 2013 roku. Zawodnicy obojga płci rywalizowali w singlu i deblu w CNR Yenişehir Fuar Alanı.

## Podsumowanie

### Klasyfikacja medalowa
| Klasyfikacja medalowa | Klasyfikacja medalowa | Klasyfikacja medalowa | Klasyfikacja medalowa | Klasyfikacja medalowa | Klasyfikacja medalowa |
| Miejsce               | Państwo               | Złoto                 | Srebro                | Brąz                  | Razem                 |
| --------------------- | --------------------- | --------------------- | --------------------- | --------------------- | --------------------- |
| 1                     | Turcja                | 2                     | 1                     | 1                     | 4                     |
| 2                     | Hiszpania             | 1                     | 1                     | 2                     | 4                     |
| 3                     | Egipt                 | 1                     | 0                     | 1                     | 2                     |
| 4                     | Francja               | 0                     | 1                     | 0                     | 1                     |
| 4                     | Włochy                | 0                     | 1                     | 0                     | 1                     |
| Razem                 | Razem                 | 4                     | 4                     | 4                     | 12                    |

### Medaliści
| Konkurencja                | 1. miejsce                                      | 2. miejsce                                                      | 3. miejsce                                              |
| -------------------------- | ----------------------------------------------- | --------------------------------------------------------------- | ------------------------------------------------------- |
| Singel mężczyzn            | Omar Assar                                      | Bora Vang                                                       | Ahmet Li                                                |
| Turniej drużynowy mężczyzn | Turcja · Ahmet Li · Gençay Menge · Bora Vang    | Włochy · Mihai Bobocica · Marco Rech Daldosso · Niagol Stoyanov | Hiszpania · He Zhiwen · Carlos Machado                  |
| Singel kobiet              | Melek Hu                                        | Sara Ramírez Bermúdez                                           | Shen Yanfei                                             |
| Turniej drużynowy kobiet   | Hiszpania · Sara Ramírez Bermúdez · Shen Yanfei | Francja · Li Xue · Xian Yifang                                  | Egipt · Nadeen El-Dawlatly · Farah Hasan · Dina Meshref |